# Магомедов, Баганд Холодаевич
Баганд Холадаевич Магомедов (1 января 1955 года, с. Буцра-махи, ДАССР — 27 сентября 2020 года, Махачкала) — российский государственный деятель, политик и актёр. ВРИО Главы городского округа «город Махачкала» в июне—июле 2013 года, Депутат Народного Собрания РД 2 и 3 созыва (1999—2007), Мастер спорта СССР.

## Биография
Баганд Магомедов родился 1 января 1955 года на хуторе с. Урахи, в Буцра-махи Дагестанской АССР.
В 1972 году окончил Лицей-интернат во Владикавказе и в том же году поступил в ЛГИТМИК, окончив его в 1977 году, поступил на очную аспирантуру этого же вуза.
Трудовую деятельность начал в 1980 году Избербаше, работая Директором Даргинского государственного драматического театра им. О. Батырая до 1990 года. Также в это время по совместительству был директором Избербашского городского рынка.

Директор театра Баганд Магомедов — он и актер, в годы учебы в институте прошел ассистентуpy y И. Э. Коха, что позволяет ему проводить в театре занятия сценическим движением. Надо сказать, что все актеры даргинского театра очень хорошо двигаются, пластичны, и в этом немалая заслуга их преподавателя. Как директор Б. Магомедов обладает многими замечательными качествами, а главное — очень любит театр.— журнал «Театральная жизнь», 1983
С 1980-х годах снимался в кино, играл роли в фильмах «Сказания о храбром Хочбаре» (1983), «Белое проклятье» (1987), «Тайна рукописного Корана» (1991), «Человек в зелёном кимоно» (1991).
С 1990 года преподаватель актёрских дисциплин на театральном отделении ДГУ в Махачкале.
С 1993 года — учёба на юридическом факультете ДГУ. Окончил в 1998 году. Имеет звание Мастера спорта СССР по Ушу-саньда.

## Общественно-политическая деятельность
В 1999 году принимает активное участие в составе «Интербригады» Народного Ополчения в противодействии боевиков, вторгшихся в Дагестан.
C 1999 — Председатель Дагестанского республиканского комитета профсоюзов работников потребительской кооперации.
С 1999—2003 — Депутат Народного Собрания Республики Дагестан, Председатель комитета собственности НС РД 2 созыва.
С 2003—2007 — Депутат Народного Собрания Республики Дагестан 3 созыва.
С 2007—2013 — Первый Заместитель Главы Муниципального образования Городской округ «город Махачкала».
С июня по июль 2013 года — Исполняющий обязанности Главы Муниципального образования Городской округ «город Махачкала».

## Награды и признание
Лауреат Государственной премии Республики Дагестан в области театрального и кино-искусства (2007).
Помимо ордена Мужества, награждён так же орденами Дружбы (2005), «За заслуги перед Республикой Дагестан» и рядом ведомственных медалей.
За личное мужество и отвагу поощрён именными часами Председателя Правительства РФ В. В. Путина в 1999 году.

## Награды
- Орден Мужества (Указом Президента РФ в 1999 г.);
- Орден Дружбы (Указом Президента РФ в 2005 г.);
- Орден «За заслуги перед Республикой Дагестан» (Указом Президента РД в 2009 г.)
- Именные золотые часы Председателя Правительства РФ (1999 г.)